# Concepcion (Iloilo)
Concepcion (Bayan ng Concepcion) är en kommun i Filippinerna. Kommunen ligger på ön Panay, och tillhör provinsen Iloilo. Folkmängden uppgår till 34 240 invånare.

## Barangayer
Concepcion är indelat i 25 barangayer.
| - Aglosong - Agnaga - Bacjawan Norte - Bacjawan Sur - Bagongon - Batiti - Botlog - Calamigan - Dungon - Igbon - Jamul-awon - Lo-ong - Macalbang | - Macatunao - Malangabang - Maliogliog - Nińo - Nipa - Plandico - Poblacion - Polopińa - Salvacion - Talotu-an - Tambaliza - Tamis-ac |

## Bildgalleri

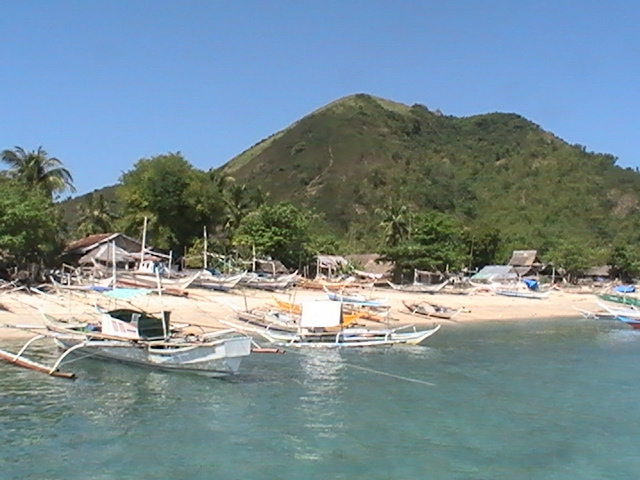